# Contea di Liberty (Montana)
La contea di Liberty è una contea del Montana, negli Stati Uniti. Il suo capoluogo amministrativo è Chester.

## Geografia fisica
La contea si trova nel nord dello Stato, al confine con il Canada. La contea ha un'area di 3 748,15 km² (1 447,17 mi²) di cui 44,37 km² (17,13 mi²) è coperto d'acqua.

### Contee confinanti
- Contea di Forty Mile n. 8 (Alberta, Canada) - nord
- Contea di Hill - est
- Contea di Chouteau - sud
- Contea di Pondera - sud-ovest
- Contea di Toole - ovest

## Città
Chester, il capoluogo, è l'unica town incorporata della contea.

## Strade principali
- U.S. Route 2

## Società

### Evoluzione demografica
Al censimento del 2000, la popolazione della contea ammontava a 2 158 abitanti; nel 2010 erano 2 339.

## Musei
- Liberty County Museum